# بيلين رودريغيز
بيلين رودريغيز (بالإسبانية: Belén Rodríguez)‏ مواليد 20 سبتمبر 1984 في بوينس آيرس، الأرجنتين، هي ممثلة أرجنتينية بدأت مسيرتها الفنية عام 2001. هي أيضا عارضة أزياء.

## روابط خارجية
- بيلين رودريغيز على موقع IMDb (الإنجليزية)
- بيلين رودريغيز على موقع ميوزك برينز (الإنجليزية)
- بيلين رودريغيز على موقع قاعدة بيانات الفيلم (الإنجليزية)
- بيلين رودريغيز على موقع دليل عارضات الأزياء (الإنجليزية)